# Jaume Collet-Serra
Jaume Collet-Serra (Sant Iscle de Vallalta, 23 de março de 1974 de 1974) é um cineasta espanhol.

## Biografia
Nascido em Sant Iscle de Vallalta, um pequeno município da província de Barcelona, na Catalunha, Espanha.
Desde cedo, foi fascinado por cinema e, regularmente frequentava os cinemas e teatros locais para mergulhar em um mundo diferente. Sua mente jovem, logo imaginou o que seria dirigir filmes de faroeste ou sobre a Segunda Guerra Mundial. Jaume passou a maior parte da infância em um internato, longe da família, onde sonhava um dia, fazer filmes de sua autoria.
Com 18 anos, Jaume mudou-se para Los Angeles, com recursos limitados e um conhecimento básico de inglês, mas determinado a realizar seu sonho. Cursou a Columbia College e, começou a trabalhar como editor. Logo tornou-se conhecedor do sistema de edição Avid e obteve alguns trabalhos que lhe permitiram economizar algum dinheiro.

## Carreira
Jaume foi influenciado por cineastas como David Fincher, Spike Jonze e Mark Romanek e, decidiu que em vez de filmar um curta-metragem para o seu projeto de graduação, faria um videoclipe. Com o dinheiro que tinha guardado e seu conhecimento de pós-produção, ele filmou um videoclipe de uma banda local completamente desconhecida, que chamou a atenção de algumas empresas de produção. Antes mesmo de formar-se na escola de cinema, assinou como diretor do videoclipe como "The End".
Após filmar alguns videoclipes, uma produtora deu-lhe recursos para filmar um par de comerciais. Voltou com um de dois minutos e, um de meio minuto, para a "AOL". Os comerciais foram destaques na amostra de novos diretos da Saatchi & Saatchi em Cannes. De lá, a carreira de Jaume disparou e ele filmou comerciais para produtos como PlayStation, Budweiser, MasterCard, Miller Lite, Pontiac, Smirnoff Ice, Renault, Verizon e 7UP, trabalhando com agências como McCann-Erickson, J. Walter Thompson, BBDO, e TBWA Chiat Day. Ele foi representado por empresas conceituadas como Partizan e Media Believe.
A surrealidade e, as frequentes imagens sombrias de Juame, rapidamente chamou a atenção do produtor Joel Silver, que o contratou para dirigir A Casa de Cera em 2005, o filme foi um grande sucesso comercial e entrou na lista dos melhores filmes de terror-ten já feito. Em 2007, o seu amor pelo futebol levou-o de volta à Espanha para filmar "Gol! 2: Vivendo o Sonho". Em 2009, lançou A Órfã, um thriller produzido por Joel Silver, que se tornou um êxito crítico e financeiro. Em 2016, dirigiu o filme Águas Rasas. O cineasta foi contratado para dirigir Black Adam, previsto para ser lançado em 2021.

## Filmografia

### Cineasta
| Filme                     | Título no Brasil        | Título em Portugal                             | Ano  |
| ------------------------- | ----------------------- | ---------------------------------------------- | ---- |
| House of Wax              | A Casa de Cera          | A Casa de Cera                                 | 2005 |
| Goal II: Living the Dream | Gol! 2: Vivendo o Sonho | Vive o Sonho!                                  | 2007 |
| Orphan                    | A Órfã                  | Órfã                                           | 2009 |
| Unknown                   | Desconhecido            | Sem Identidade                                 | 2011 |
| Non-Stop                  | Sem Escalas             | Non-Stop                                       | 2014 |
| Run All Night             | Noite sem Fim           | Noite em Fuga                                  | 2015 |
| The Shallows              | Águas Rasas             | Águas Perigosas                                | 2016 |
| The Commuter              | O Passageiro            | The Commuter - O Passageiro                    | 2018 |
| Jungle Cruise             | Jungle Cruise           | Jungle Cruise: A Maldição nos Confins da Selva | 2021 |
| Black Adam                | Adão Negro              | Adão Negro                                     | 2022 |
| Carry-On                  | Bagagem de Risco        |                                                | 2024 |
| The Woman in the Yard     |                         |                                                | 2025 |